# Milles de la Polvorosa
Milles de la Polvorosa est une municipalité espagnole de la communauté autonome de Castille-et-León et de la province de Zamora. En 2021, elle compte 208 habitants.